# Musée d'art de Rwesero
Le musée Kwigira - Rwesero est un musée situé au sommet de la colline de Rwesero à Nyanza, au Rwanda. Il accueille une exposition sur les solutions endogènes, destinées à soutenir le progrès, la dignité et l'autonomie du pays. Il est placé sous la responsabilité de l'Institut des musées nationaux du Rwanda. 

## Histoire
Conçu par l'architecte belge Robert Quintet, le bâtiment a été construit en 1957-1958 comme palais pour le roi Mutara III Rudahigwa, mais sa mort survenue en 1959 l'a empêché de l'occuper.
Par la suite, divers bureaux du gouvernement ont été installés dans le bâtiment, notamment la Haute Cour et la Cour suprême. Au début du XXIe siècle, le bâtiment a été transféré à l'Institut des musées nationaux du Rwanda, qui y a ouvert en 2006 un musée d'art.  
Le musée d'art est lié à l'Académie olympique, au Centre culturel, au Musée du sport et aux stades de sports divers.  

## Solutions endogènes
La présentation des solutions endogènes regroupe leurs racines datant du Rwanda pré-colonial et leurs mises en place contemporaines.  
Ces solutions incluent les gacaca (tribunaux populaires locaux temporairement ré-activés pour certains procès liés au génocide), les abunzi (médiateurs), l'umuganda, le girinka...  
Les informations historiques (pré-colonial) mentionnent notamment le cas d'un roi du Rwanda accusé (d'avoir vengé un vivant, ce qui était interdit), jugé (par une assemblée dont il était l'un des membres), et condamné (à un don de bétail).  